# Кастан
Каста́н (фр. Castans) — коммуна во Франции, находится в регионе Лангедок — Руссильон. Департамент коммуны — Од. Входит в состав кантона Пейрьяк-Минервуа. Округ коммуны — Каркасон.
Код INSEE коммуны — 11075.

## Население
Население коммуны на 2008 год составляло 120 человек.
| 1962 | 1968 | 1975 | 1982 | 1990 | 1999 | 2008 |
| ---- | ---- | ---- | ---- | ---- | ---- | ---- |
| 102  | 118  | 107  | 124  | 111  | 112  | 120  |

## Экономика
В 2007 году среди 82 человек в трудоспособном возрасте (15—64 лет) 53 были экономически активными, 29 — неактивными (показатель активности — 64,6 %, в 1999 году было 65,3 %). Из 53 активных работали 43 человека (21 мужчина и 22 женщины), безработных было 10 (4 мужчины и 6 женщин). Среди 29 неактивных 1 человек был учеником или студентом, 17 — пенсионерами, 11 были неактивными по другим причинам.